# Astilboides
Astilboides es un género  de plantas de flores de la familia Saxifragaceae, contiene una especie (Astilboides tabularis). 